# Elisabeth Sickl
Elisabeth Sickl (ur. 13 stycznia 1940 w Wiedniu) – austriacka polityk, nauczycielka i samorządowiec, w 2000 minister.

## Życiorys
W 1966 ukończyła studia prawnicze na Uniwersytecie Wiedeńskim. W 1969 uzyskała uprawnienia nauczyciela szkół średnich i wyższych szkół zawodowych. Do połowy lat 90. pracowała w oświacie, pełniła funkcję dyrektora szkół w Feldkirchen in Kärnten. W 1987 zakupiła, po czym przeprowadziła renowację zamku w miejscowości Albeck.
Zaangażowała się w działalność polityczną w ramach Wolnościowej Partii Austrii (FPÖ). W latach 1994–1999 wchodziła w skład rządu Karyntii kierowanego przez Christofa Zernatto, odpowiadając w nim za ochronę środowiska. Następnie do 2000 zajmowała stanowisko wiceprzewodniczącej landtagu tego kraju związkowego.
W lutym 2000 została ministrem pracy, zdrowia i spraw społecznych w rządzie Wolfganga Schüssela. W kwietniu 2000 ograniczono zakres jej urzędu do polityki społecznej. Pełniła tę funkcję do października 2000, ustępując na skutek decyzji swojego ugrupowania.